# 勞東山
勞東山（英語：Mount Laudon），是南極洲的山峰，位於帕爾默地南部，處於克羅韋爾山以北13公里，屬於蓋塔爾山脈的一部分，美國地質調查局根據測量和美國海軍拍攝的空中照片繪入地圖，現時由南極條約體系管理。